# The Duke
The Duke är det fjärde studioalbumet av det norska heavy metal-bandet Jorn. Albumet gavs ut 2006 av skivbolaget AFM Records.

## Låtlista
1. "We Brought the Angels Down" – 4:29
2. "Blacksong" – 5:36
3. "Stormcrow" – 3:44
4. "End of Time" – 4:16
5. "Duke of Love" – 4:35
6. "Burning Chains" – 3:51
7. "After the Dying" – 4:59
8. "Midnight Madness" – 4:21
9. "Are You Ready?" (Downey/Gorham/Lynott/Robertson) (Thin Lizzy-cover) – 3:06
10. "Starfire" (Lande) (2005-version) – 5:26

Bonusspår Japan-utgåvan
1. "Noose" (Østby/Macaluso/Lande) (ARK-cover) – 5:00

- Text och musik: Jørn Lande/Jørn Viggo Lofstad (där inget annat anges)

## Medverkande
Musiker (Jorn-medlemmar)
- Jørn Lande – sång
- Jørn Viggo Lofstad – gitarr
- Tore Moren – gitarr
- Morty Black (Morten Skaget) – basgitarr
- Willy Bendiksen – trummor

Bidragande musiker
- Ronny Tegner – keyboard (spår 10)
- Espen Mjøen – basgitarr (spår 10)
- Stian Kristoffersen – trummor (spår 3, 7, 10)

Produktion
- Jørn Lande – producent
- Jørn Viggo Lofstad – producent
- Sandra Eichner – producent
- Nils Wasko – producent
- Espen Mjøen – ljudtekniker
- Tommy Hansen – ljudmix
- Thomas Ewerhard – omslagsdesign, omslagskonst
- Christian Reppen – foto